# Bahnstrecke Lund–Harlösa
| Bahnhof Harlösa (1906) |                      |                                                       |                                                       |
| Streckenlänge: | 24,2 km              |                                                       |                                                       |
| Spurweite: | 1435 mm (Normalspur) |                                                       |                                                       |
| Maximale Neigung: | 16 ‰                 |                                                       |                                                       |
| Minimaler Radius: | 300 m                |                                                       |                                                       |
| Streckengeschwindigkeit: | 50 km/h              |                                                       |                                                       |
| |                      |                                                       |                                                       |
| \| \| \| Dalby–Harlösa–Bjärsjölagård Järnväg von Bjärsjölagård \| \| \| \| \| Landskrona–Kävlinge–Sjöbo Järnväg von Sjöbo \| \| \| \| 23,6 \| Harlösa \| 1906– \| \| \| \| Dalby–Harlösa–Bjärsjölagård Järnväg nach Dalby \| \| \| \| \| Landskrona–Kävlinge–Sjöbo Järnväg nach Landskrona \| \| \| \| \| Kävlingeån \| \| \| \| 21,4 \| Revingehed \| 1905–1978 \| \| \| 19,5 \| Revingeby (Revinge) \| 1905–1939 \| \| \| 18,1 \| Revinge grusgrop \| Revinge grusgrop \| \| \| 15 \| Skatteberga \| 1905–1939 \| \| \| 13,9 \| Mossavägen \| Mossavägen \| \| \| 11,7 \| Södra Sandby \| 1905–1939 \| \| \| 9,5 \| Fågelsång \| 1905–1939 \| \| \| 8,7 \| Sularp Grustag \| Sularp Grustag \| \| \| 7,8 \| Hardeberga \| 1905–1965 \| \| \| \| Stenbrott \| –1965 \| \| \| 6,6 \| Kungsmarken \| Kungsmarken \| \| \| 5,2 \| Arendala \| 1906–1939 \| \| \| 3 \| Vipeholm \| Vipeholm \| \| \| 2,2 \| Lund Ö \| 1905–1939 \| \| \| 1 \| Lund S \| 1905–1966 \| \| \| \| \| \| \| \| 0,0 \| Högevall \| 1907–1939 \| \| \| \| Lund-Trelleborgs Järnväg von Trelleborg \| \| \| \| \| Södra stambanan nach Malmö C \| \| \| \| \| Lund C \| 1857– \| \| \| \| Södra stambanan nach Falköping C \| \| \| \| \| \| \| \| Quellen: [1][2] \| \| \| \| |                      |                                                       |                                                       |
| Strecke (außer Betrieb) |                      | Dalby–Harlösa–Bjärsjölagård Järnväg von Bjärsjölagård | Dalby–Harlösa–Bjärsjölagård Järnväg von Bjärsjölagård |
| Abzweig geradeaus und von links (Strecke außer Betrieb) |                      | Landskrona–Kävlinge–Sjöbo Järnväg von Sjöbo           | Landskrona–Kävlinge–Sjöbo Järnväg von Sjöbo           |
| Bahnhof (Strecke außer Betrieb) | 23,6                 | Harlösa                                               | 1906–                                                 |
| Abzweig geradeaus und nach links (Strecke außer Betrieb) |                      | Dalby–Harlösa–Bjärsjölagård Järnväg nach Dalby        | Dalby–Harlösa–Bjärsjölagård Järnväg nach Dalby        |
| Abzweig geradeaus und nach rechts (Strecke außer Betrieb) |                      | Landskrona–Kävlinge–Sjöbo Järnväg nach Landskrona     | Landskrona–Kävlinge–Sjöbo Järnväg nach Landskrona     |
| Brücke über Wasserlauf (Strecke außer Betrieb) |                      | Kävlingeån                                            | Kävlingeån                                            |
| Bahnhof (Strecke außer Betrieb) | 21,4                 | Revingehed                                            | 1905–1978                                             |
| Bahnhof (Strecke außer Betrieb) | 19,5                 | Revingeby (Revinge)                                   | 1905–1939                                             |
| Blockstelle (Strecke außer Betrieb) | 18,1                 | Revinge grusgrop                                      | Revinge grusgrop                                      |
| Haltepunkt / Haltestelle (Strecke außer Betrieb) | 15                   | Skatteberga                                           | 1905–1939                                             |
| Haltepunkt / Haltestelle (Strecke außer Betrieb) | 13,9                 | Mossavägen                                            | Mossavägen                                            |
| Bahnhof (Strecke außer Betrieb) | 11,7                 | Södra Sandby                                          | 1905–1939                                             |
| Haltepunkt / Haltestelle (Strecke außer Betrieb) | 9,5                  | Fågelsång                                             | 1905–1939                                             |
| Abzweig geradeaus und nach links (Strecke außer Betrieb) | 8,7                  | Sularp Grustag                                        | Sularp Grustag                                        |
| Bahnhof (Strecke außer Betrieb) | 7,8                  | Hardeberga                                            | 1905–1965                                             |
| Abzweig geradeaus und nach links (Strecke außer Betrieb) |                      | Stenbrott                                             | –1965                                                 |
| Haltepunkt / Haltestelle (Strecke außer Betrieb) | 6,6                  | Kungsmarken                                           | Kungsmarken                                           |
| Haltepunkt / Haltestelle (Strecke außer Betrieb) | 5,2                  | Arendala                                              | 1906–1939                                             |
| Blockstelle (Strecke außer Betrieb) | 3                    | Vipeholm                                              | Vipeholm                                              |
| Haltepunkt / Haltestelle (Strecke außer Betrieb) | 2,2                  | Lund Ö                                                | 1905–1939                                             |
| Bahnhof (Strecke außer Betrieb) | 1                    | Lund S                                                | 1905–1966                                             |
| Strecke von links (außer Betrieb) · Abzweig geradeaus und nach rechts (Strecke außer Betrieb) |                      |                                                       |                                                       |
| Haltepunkt / Haltestelle Streckenende (Strecke außer Betrieb) · Strecke (außer Betrieb) | 0,0                  | Högevall                                              | 1907–1939                                             |
| Abzweig ehemals geradeaus und von links |                      | Lund-Trelleborgs Järnväg von Trelleborg               | Lund-Trelleborgs Järnväg von Trelleborg               |
| Abzweig geradeaus und von links |                      | Södra stambanan nach Malmö C                          | Södra stambanan nach Malmö C                          |
| Bahnhof |                      | Lund C                                                | 1857–                                                 |
| Strecke |                      | Södra stambanan nach Falköping C                      | Södra stambanan nach Falköping C                      |
| |                      |                                                       |                                                       |
| Quellen: |                      |                                                       |                                                       |

Die Bahnstrecke Lund–Harlösa war eine normalspurige schwedische Eisenbahnstrecke. Sie wurde von der Lund–Revinge Järnvägsaktiebolag (LReJ), einer privaten Eisenbahngesellschaft, zwischen Harlösa und Lund erbaut.

## Geschichte
Bereits 1894 gab es Pläne für eine Eisenbahnverbindung aus der Gegend östlich von Lund in der Stadt Lund. Das Problem war, dass es bereits eine ganze Reihe von Bahnstrecken in Skåne gab und es kaum Platz für neue wichtige Strecken gab. Eine Konzession für eine Strecke östlich von Lund nach Lomma wurde beantragt und am 29. November 1895 genehmigt. Diese Konzession lief ab, als sich Behörden und die am Bahnbau Interessierten nicht einigen konnten, wie die Strecke durch Lund führen und mit der Staatsbahn verbunden werden sollte.
So wurde ein neuer Versuch unternommen, um eine Strecke zu errichten. Dieser Vorschlag sah einen Beginn am neuen Bahnhof in Lund, Lund Södra, vor und sollte über Revinge nach Viken führen. Am 10. März 1899 wurde die Konzession beantragt. Die vorgeschlagene Strecke kam mit einer anderen Konzessionsanfrage – der geplanten Querbahn Dalby–Sölvesborg und Trelleborg–Kristianstad – in Konflikt. Deshalb wurde die Konzessionsanfrage erneut geändert und bezog sich nun auf die Strecke Lund–Revinge und Revinge–Harlösa. Für den Abschnitt zwischen Lund und Revinge wurde die Konzession am 19. Dezember 1902 erteilt, der Abschnitt Revinge–Harlösa folgte am 21. Oktober 1904.
Die Strecke führte bei Revinge an einem Truppenübungsplatz vorbei, der durch den Bahnanschluss Vorteile hatte. Als Endpunkt wurde Harlösa gewählt, eine Station der Landskrona–Kävlinge–Sjöbo Järnväg (LKSJ), die aber nicht die Absicht hatte, eine Station in Viken zu bauen.

## Lund–Revinge Järnvägsaktiebolag
Am 8. April 1903 wurde die Lund–Revinge Järnvägsaktiebolag gegründet. Von Anfang an hatten die Kommunen großes Interesse an einer Eisenbahn. Von einem Grundkapital von 750.000 Kronen zeichnete die Stadt Lund 500.000 Kronen und andere Landgemeinden 110.000 Kronen.
Als Generalunternehmer für den Bahnbau wurde L. Sandewall beauftragt. Der Bau begann 1904 und bereits am 6. Mai 1905 wurde die Strecke bis Revinge für den öffentlichen Verkehr freigegeben. Sie erhielt einen eigenen Endbahnhof in Lund, Högevall, südlich von Lund central. Die Betriebsaufnahme auf dem Abschnitt Revinge–Harlösa erfolgte am 6. Februar 1906.

## Technische Daten
Die Gesamtkosten für den Bau der Eisenbahn betrugen 1.177.809 Kronen, woran die Fahrzeuge einen Anteil von 168.985 Kronen hatten. Die Strecke in Normalspur war 21,350 km lang, die Stahlschienen besaßen ein Metergewicht von 25 kg/m, der minimale Radius betrug 300 Meter und die maximale Steigung 16 ‰. Die Höchstgeschwindigkeit lag bei 50 km/h.
Der erste Verkehrsdirektor der Gesellschaft wurde 1905 H. L. Peterson, der auch ab 1907 für die Lund–Bjärreds Järnvägsaktiebolag zuständig war. Mit Einführung der gemeinsamen Verwaltung durch Lund stads järnvägar und dem 1918 erfolgten Zusammenschluss als Bjärred–Lund–Harlösa Järnväg blieb er bis 1921 im Amt.
Insgesamt wurden folgende Dampflokomotiven beschafft:
| Nummer | Name | Bauart    | Achsfolge | Hersteller                                     | Fabr.-Nr./ Baujahr | Besonderes                                                                                                 |
| ------ | ---- | --------- | --------- | ---------------------------------------------- | ------------------ | --- |
| 1      |      | Tenderlok | C t       | Vagn- & Maskinfabriksaktiebolaget Falun, Falun | 45 1905            | 1918 von BLHJ übernommen, dann Nr. 4, 1940 verschrottet.                                                   |
| 2      |      | Tenderlok | C t       | Vagn- & Maskinfabriksaktiebolaget Falun, Falun | 46 1905            | 1918 von BLHJ übernommen, dann Nr. 5, 1940 an Svensk Torvförädling in Sösdala verkauft, 1961 verschrottet. |

Neben den beiden ersten Dampflokomotiven wurden vier zweiachsige Personenwagen und 29 zweiachsige Gepäck- und Güterwagen beschafft. Für den Unterhalt der Fahrzeuge wurde am östlichen Ende des Bahnhofes Lund Södra ein kleiner Rundschuppen mit zwei Standplätzen gebaut. Vor dem Schuppen befand sich eine 12-Meter-Drehscheibe. Dazu entstand eine Bekohlungsanlage und ein Wagenschuppen. Ein Stellplatz im Rundschuppen wurde 1915 verlängert, um Platz für eine kleine Werkstatt zu gewinnen.
In Harlösa wurde am östlichen Bahnhofsende ein Lokschuppen mit einem Standplatz gebaut, dazu wurde ein Wasserturm und eine 15-Meter-Drehscheibe errichtet.

## Wirtschaftliche Entwicklung
Die Strecke entwickelte sich schlecht und die Gesellschaft war mit hohen Kosten belastet. Diese kamen unter anderem von den Mietgebühren für Güterwagen, weil es sich die Gesellschaft nicht leisten konnte, genügend eigenen Wagen zu erwerben. Dies besserte sich erst, als die Gesellschaft begann, Steine und Kies aus den bahneigenen Kiesgruben zu verkaufen.

## Lund stads järnvägar
Ab 1911, nach einer Rekonstruierung der Lund–Bjärreds Järnväg (LBJ), wurde diese mit der LReJ unter eine gemeinsame, von der Stadt Lund geführte, Verwaltung gestellt. Ab 1912 hieß diese Verwaltungsgesellschaft Lund stads järnvägar.

## Bjärred–Lund–Harlösa Järnväg
1918 wurde in Lund gefordert, dass die beiden von Lund stads järnvägar verwalteten Eisenbahngesellschaften Lund–Bjärreds Järnvägsaktiebolag (LBJ) und Lund–Revinge Järnväg (LReJ) in einer Eisenbahngesellschaft zusammengefasst werden sollten. Dieses wurde vollzogen, ab dem 1. Juli 1918 gingen die beiden bisherigen Gesellschaften in einer neuen Gesellschaft, der Bjärred–Lund–Harlösa Järnväg (BLHJ), auf.

## Stilllegung und Abriss
Der Gesamtverkehr auf der Strecke wurde am 15. Juni 1939 eingestellt, der Abbau der Strecke erfolgte zwischen 1940 und 1984.